# Bertil Arrklev
Anders Bertil Arrklev, född Andersson 12 april 1924 i Lund, död där 13 februari 2011, var en svensk grafiker och konstnär.
Arrklev studerade vid olika konstskolor i Sverige och Frankrike. Hans konst består av figursaker, byggnader och landskap ofta med en förenklad linjeåtergivning.